# Episodi di Kraft Mystery Theater (terza stagione)
La terza stagione della serie televisiva Kraft Mystery Theater è stata trasmessa in anteprima negli Stati Uniti d'America dalla NBC tra il 19 giugno 1963 e il 25 settembre 1963.
| nº | Titolo originale          | Titolo italiano | Prima TV USA      | Prima TV Italia |
| -- | ------------------------- | --------------- | ----------------- | --------------- |
| 1  | Shadow of a Man           |                 | 19 giugno 1963    |                 |
| 2  | The Image Merchants       |                 | 26 giugno 1963    |                 |
| 3  | The Rules of the Game     |                 | 3 luglio 1963     |                 |
| 4  | Catch Fear by the Throat  |                 | 10 luglio 1963    |                 |
| 5  | The Fugitive Eye          |                 | 17 luglio 1963    |                 |
| 6  | The Fortress              |                 | 24 luglio 1963    |                 |
| 7  | Of Struggle and Flight    |                 | 31 luglio 1963    |                 |
| 8  | The Boy Who Wasn't Wanted |                 | 7 agosto 1963     |                 |
| 9  | The Dark Labyrinth        |                 | 14 agosto 1963    |                 |
| 10 | The Hour of the Bath      |                 | 21 agosto 1963    |                 |
| 11 | Talk to My Partner        |                 | 28 agosto 1963    |                 |
| 12 | Ordeal in Darkness        |                 | 4 settembre 1963  |                 |
| 13 | Go Look at the Roses      |                 | 11 settembre 1963 |                 |
| 14 | Pattern of Guilt          |                 | 18 settembre 1963 |                 |
| 15 | Man Without a Witness     |                 | 25 settembre 1963 |                 |